# Kmotr (román)
Kmotr (anglicky: The Godfather) je třetí dílo spisovatele Maria Puza, vydané v roce 1969. Kniha vypráví o mafiánské rodině Corleonových z New Yorku.

## Děj
Děj knihy začíná v létě 1945 v New Yorku, kdy jsou soudem podmínečně odsouzeni dva mladíci, kteří napadli, brutálně zmlátili a pokusili se znásilnit dceru Ameriga Bonasery. Amerigo do té doby upřímně věřil v americkou společnost, ale po této „komedii na spravedlnost“, požádá o odplatu dona Corleona. Svou žádost předloží na svatbě donovy dcery Connie s Carlem Rizzim, protože dle sicilské tradice nesmí Sicilián ve svatební den své dcery odmítnout žádného žadatele. Donovi se sice nelíbí, že Bonasera hledal napřed spravedlnost u amerických soudů, nakonec ale přijímá. Odplatu vykoná Paulie Gatto s dvěma členy rodiny Corleone, bývalými boxery. Mladíci nejsou zabiti, ale jsou brutálně zmláceni, těžce zraněni a je potřeba plastické chirurgie.
Dalším prosebníkem byl na svatbě známý zpěvák Johnny Fontana, momentálně v profesní i soukromé krizi. Don vyšle Toma Hagena do Hollywoodu, aby vyjednal pro Fontanu roli ve filmu Jacka Woltze. Ten odmítá, ale poté, co je zabit jeho velmi drahý závodní kůň koupený na chov, změní názor.
V den svatby umírá v nemocnici na rakovinu Genco Abbandando, první consigliori rodiny Corleone.
Za donem Corleonem přichází „Turek“ Sollozo a žádá ho jménem konkurenční rodiny Tattagliů o podporu dovozu drog do USA. Don odmítá, vznětlivý Santino „Sonny“ Corleone však při jednání udělá zásadní chybu, když projeví nesouhlas s donem. Z toho si Tattagliové odvodí, že se Sonnym by se dohodli, a zorganizují na dona vražedný útok. Pomůže jim v tom zrada Paulieho Gatty (který je později odhalen a popraven Clemenzou). Don však střelbu přežije a je hospitalizován, nemůže však rozhodovat a vedení rodiny se ujímá Sonny.
Luca Brasi, nějaký čas se snažící infiltrovat k Tattagliům, je vyslán vyšetřit situaci; je však Sollozem a donem Tattagliou zavražděn. Tattagliové se pokusí zabít dona Corleona v nemocnici, když za přispění policejního kapitána McCluskeyho odstraní corleonovské strážce. Akci však překazí přítomnost Michaela Corleona, který je McCluskeym napaden a jako následek úrazu mu musí být sdrátována čelist. Michael, do té doby odmítající účast v „rodinném podniku“, se vydává na schůzku s kapitánem McCluskeym a Sollozem, kde oba zavraždí. V New Yorku tímto činem vypuká válka pěti rodin pod vedením Tattagliů proti rodině Corleonových.
Michael je nucen odjet na Sicílii, kde se skrývá u dona Tommasina. Při svém pobytu tam, je „zasažen bleskem“ a zamiluje se na první pohled do Apollonie Vitelliové a ožení se s ní. Manželství netrvá dlouho, Apollonia umírá při bombovém atentátu na Michaela, spáchaným pastevcem Fabrizziem, osnovaným newyorskými rodinami.
Mezitím je v USA zavražděn na dálnici Sonny Corleone. V ten den don Corleone, který lituje rozpoutání války, vstává z postele a posléze se zotavuje. Svolá shromáždění rodin z celých Států, na kterém uzavírají mír. Díky němu se člen jiné rodiny, Felix Bocchicchio, odsouzený k smrti, přizná také k vraždě Solloza a McCluskeyho.
Po jeho popravě se Michael vrací do USA, kde ho don zaučuje v řízení rodiny, kterého se Michael posléze ujímá. Ožení se se svou původní snoubenkou Kay Adamsovou, s níž má později dvě děti. Rodina Corleone se připravuje na opuštění New Yorku, opuštění struktur mafie a na přestěhování do Las Vegas, kam byl už po atentátu na dona vyslán Freddie Corleone. Tom Hagen je odvolán z funkce consiglioriho a má v Las Vegas nachystat vše po právnické stránce – Michael má v úmyslu činnost rodiny pokud možno legalizovat. Clemenza a Tessio zůstávají caporegimy. Michaelovým osobním strážcem se stává Albert Neri, bývalý policista, který po odsouzení za zabití zločince, které Michael zaretušoval, přechází do služeb rodiny Corleonových.
Don Corleone nečekaně umírá při práci na zahradě na infarkt. V důsledku toho musí Michael urychlit dlouho připravovaný a pečlivě utajovaný plán na pomstu. Po smrti dona vycítí ostatní rodiny příležitost pro ukončení míru a k útoku na oslabené Corleonovce. K zradě rodiny je naverbován caporegimo Tessio, který začne spolupracovat s Barziniovými a vystupuje jako prostředník ke sjednání nového míru.
Pomsta je vykonána před přestěhováním Corleonových – zavražděni jsou don Tattaglia a don Barzini, s dalšími se vypořádávají Clemenzovy oddíly, které v New Yorku přebírají místo rodiny Corleonových. Zabiti jsou zrádci Tessio a též Carlo Rizzi (který předhodil Santina Barziniovi, proto ho Clemenza uškrtil).
Kay utíká od Michaela, protože po vraždě Carla, kterému byl Michael kmotrem při biřmování jeho syna, pozná a uvědomí si manželovou činnost v plné šíři. Tom Hagen ji však přesvědčí, aby se vrátila. Kay konvertuje ke katolictví a spolu s matkou Michaela začíná denně chodit do kostela. V závěrečné scéně knihy se jako každé ráno modlí v lasvegaském kostele za spásu duše Michaela, stejně jako se modlí Michaelova matka za odpuštění donu Corleonovi.

## Postavy
- Don Vito Corleone – Don famiglie Corleonových, původní jménem Vito Andolini, jméno na Corleone si změnil po útěku do USA. Corleone je sicilská vesnice, kde se narodil.
- Don Michael Corleone – Nejmladší syn dona Corleona, pozdější nástupce.
- Fredericco Corleone – Prostřední syn dona Corleona, později ředitel hotelu založeného famiglií Corleonových v Las Vegas.
- Santino Corleone („Sonny“ – synek) – Nejstarší syn Dona Corleona, zavražděn famiglií Barziniů.
- Constanzia (Connie) Corleonová, později Rizziová – Donova dcera, na začátku knihy se slaví její svatba s Carlem Rizzim.
- Carlo Rizzi – Manžel Connie Corleonové, v závěru knihy zavražděn.
- Kay Adamsová – Na začátku knihy přítelkyně, později druhá manželka Michaela Corleona.
- Apollonia Vitelliová – Žena, do níž se na Sicílii Michael Corleone zamiluje („zásah blesku“). Umírá při bombovém atentátu na Michaela.
- Tom Hagen – Sirotek irsko-německého původu vychovaný donem Corleonem. V dětství jej do domu dona přivedl Santino a od té doby s rodinou Corleonů žije. Ve famiglii působí jako consiglieri, nástupce Genca Abbandanda.
- Johnny Fontane – Herec, zpěvák, jeden z donových kmotřenců.
- Nino Valenti – Jeden z donových kmotřenců, pomocí dona a Johnnyho Fontany udělá kariéru filmového herce, později však umírá na mozkovou příhodu přivozenou jako následek pití.
- Genco Abbandando – Přítel dona Corleona, první consigliori famiglie Corleonových, na začátku knihy umírá na rakovinu. Děj se k němu vrací v druhé části knihy, kde je donův životopis od útěku ze Sicílie.
- Luca Brasi – Zabiják ve službách famiglie Corleonových, později uškrcen. Nástupcem je Albert Neri.
- Albert Neri – Zabiják ve službách famiglie Corleonových, bývalý policista, Michaelův osobní strážce.
- Peter Clemenza – Caporegime.
- Tessio – Caporegime, v závěru famiglii zradil.

## Česká vydání
Česky byl Kmotr poprvé vydán v překladu Tomáše Korbaře v roce 1974, ačkoliv film natočený podle románu se v té době v Československu nesměl promítat. Od roku 1990 se pak stejný překlad dočkal šesti dalších vydání.